# Emil Michałowski (nauczyciel)
Emil Michałowski (ur. 2 października 1850 w Sanoku, zm. 1919) – polski nauczyciel, urzędnik, poseł do Sejmu Krajowego Galicji VII, VIII, IX kadencji (1899-1913), burmistrz Tarnopola.

## Życiorys
Emil Michałowski urodził się 2 października 1850 w Sanoku. Był synem Emila Michałowskiego (urzędnik, w latach 1860-1867 komisarz w urzędzie starostwa c. k. cyrkułu sanockiego i Amalii z domu Daszyńskiej. Miał siostrę Walerię (ur. 1848), braci Antoniego (ur. 1851), Aleksandra (ur. 1853). Był wyznania rzymskokatolickiego.
Według wspomnień Ołeksandra Barwinskiego, uczył się w c. k. Gimnazjum w Brzeżanach. Podjął pracę nauczyciela od 1 września 1873. Egzamin zawodowy złożył 21 czerwca 1875. Został mianowany nauczycielem rzeczywistym 11 marca 1876. Od 14 maja 1892 został mianowany na stanowisko dyrektora Seminarium Nauczycielskiego Męskiego w Tarnopolu i pełnił je w kolejnych latach. W 1897 opracował publikację pt. Seminarium Nauczycielskie Męskie w Tarnopolu 1871-1896: sprawozdanie dyrekcji Seminarium. Otrzymał VI rangę w zawodzie 2 lutego 1902. Mianowany c. k. radcą rządu. Przed 1909 został odznaczony Orderem Korony Żelaznej III klasy.
W trakcie VII kadencji (1895-1901) Sejmu Krajowego Galicji, 21 listopada 1899 został wybrany na posła w miejsce zmarłego Edwarda Rittnera. Następnie był wybierany na posła Sejmu Krajowego Galicji kadencji VIII (1901-1907), IX (1909-1913) z III kurii w Tarnopolu. Startując ze stronnictwa polskich demokratów w połowie 1913 w wyborach o reelekcję przegrał z dr. Józefem Rajmundem Schmidtem.
Podczas I wojny światowej od 1915 do 1917 sprawował urząd burmistrza Tarnopola.
Jego wnukiem był Kazimierz Michałowski (1901-1981), archeolog, egiptolog, historyk sztuki.